# 芒特弗里爾

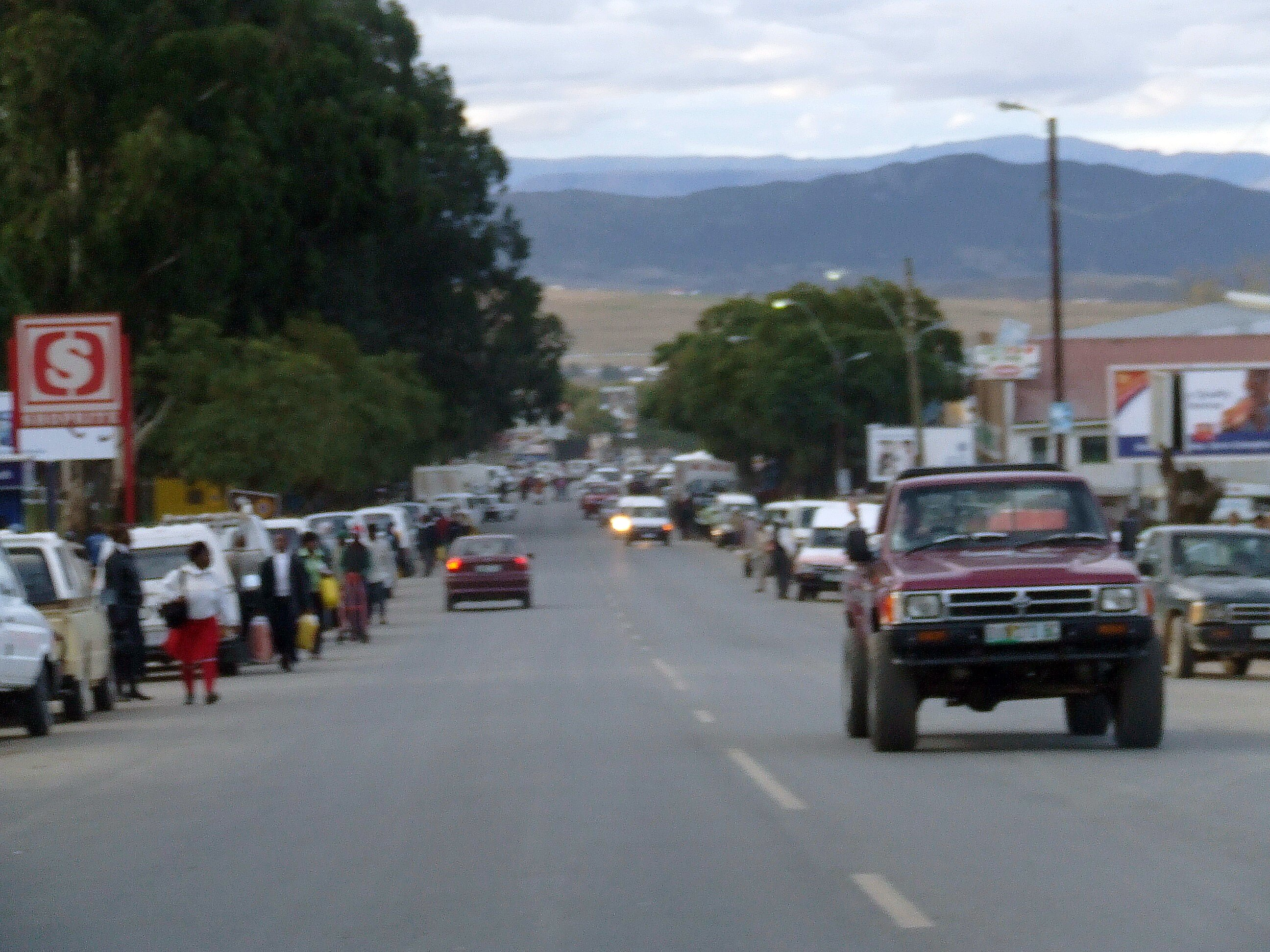
芒特弗里爾

芒特弗里爾（Mount Frere）是南非的城鎮，位於該國東部，由東開普省負責管轄，距離烏姆塔塔100公里，面積14.74平方公里，2001年人口7,655，人口密度每平方公里520人。

## 外部連結
- http://www.statemaster.com/mountfrere%5B%5D
- Bhaca| AmaBhaca （页面存档备份，存于）